# آدم نيدزيلسكي
آدم فويتش نيدزيلسكي (من مواليد 19 نوفمبر 1973) اقتصادي بولندي. يشغل منصب وزير الصحة الحالي في حكومة جمهورية بولندا، وكان الرئيس السابق للصندوق الوطني للصحة.